# Phaio longipennis
Phaio longipennis är en fjärilsart som beskrevs av Neum. 1894. Phaio longipennis ingår i släktet Phaio och familjen björnspinnare. Inga underarter finns listade i Catalogue of Life.